# Champigneul-Champagne
Champigneul-Champagne is een gemeente in het Franse departement Marne (regio Grand Est) en telt 252 inwoners (2005). De plaats maakt deel uit van het arrondissement Châlons-en-Champagne.

## Geografie
De oppervlakte van Champigneul-Champagne bedraagt 29,1 km², de bevolkingsdichtheid is 8,7 inwoners per km².

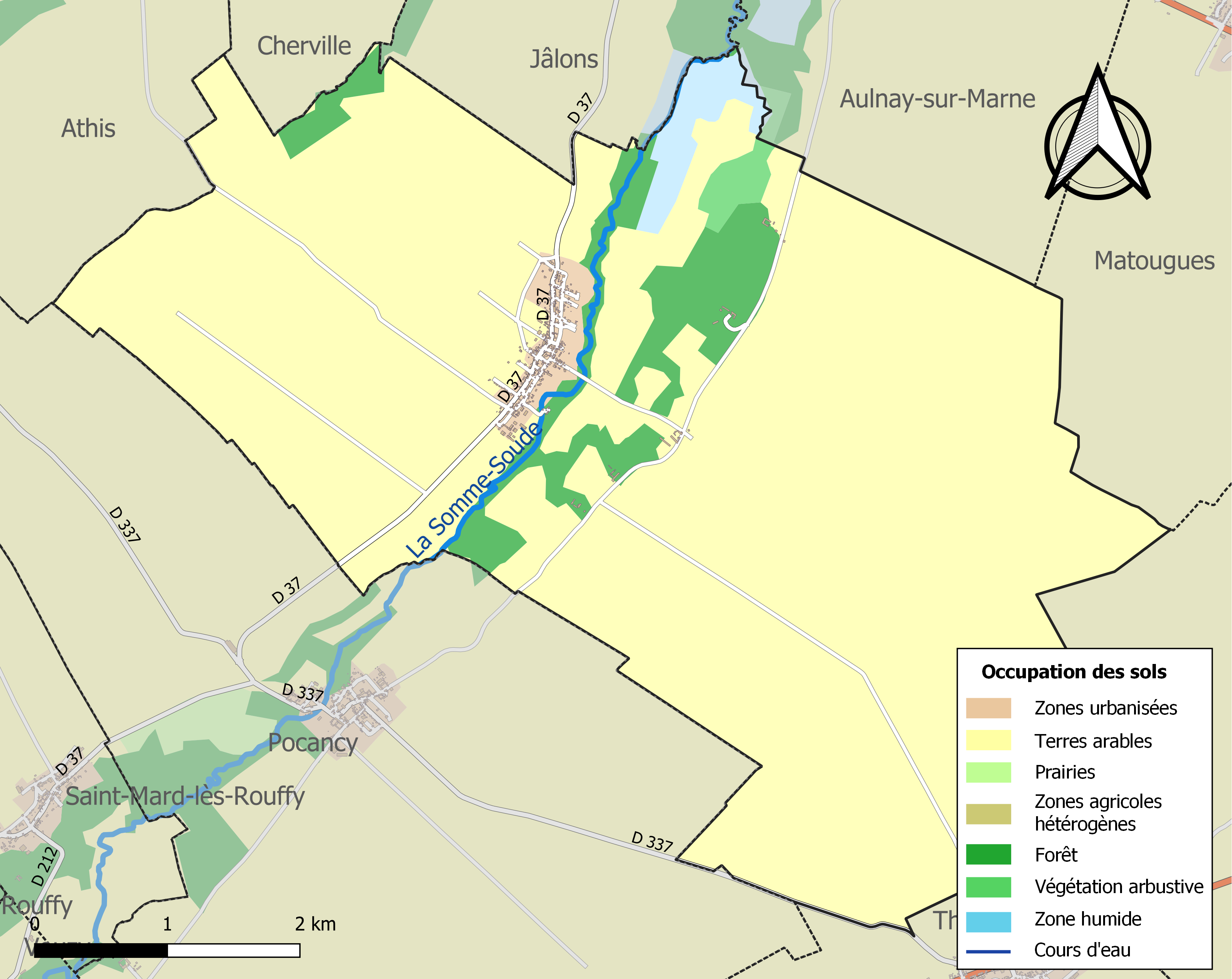
Kaart van de gemeente met de belangrijkste infrastructuur, bodemgebruik en omliggende gemeenten

## Demografie
Onderstaande figuur toont het verloop van het inwonertal (bron: INSEE-tellingen).